# Kuma (přítok Kaspického moře)
Kuma (rusky Кума) je řeka na severním Kavkaze v Karačajsko-Čerkesku, Stavropolském kraji, Dagestánu a Kalmycku v jižním Rusku. Její dolní tok určuje část hranice mezi Evropou a Asií. Je dlouhá 802 km. Povodí řeky je 33 500 km².

## Průběh toku
Pramení na severních svazích Skalistého hřbetu na severním Kavkaze západně od města Kislovodsk. Na horním toku teče mezi vysokými a strmými břehy. Na části středního toku teče v široké dolině. V místech, kde vtéká do Kaspické nížiny, se rozvětvuje na řadu ramen, která obvykle ani nedotékají do Kaspického moře, do něhož řeka ústí.

### Přítoky
- zprava – Podkumok
- zleva – Mokrý Karamyk

## Vodní režim
Zdrojem vody jsou sněhové a dešťové srážky. Průměrný roční průtok vody na středním toku činí 10,9 m³/s. Zamrzá na konci listopadu až na začátku prosince a rozmrzá na začátku března. Na jaře jsou charakteristické velké povodně. Vyznačuje se vysokou kalností, jež dosahuje 600 t[zdroj?] unášených pevných částic za rok.

## Využití
Využívá se ve velké míře na zavlažování. Byly vybudovány Terskokumský a Kumomanyčský kanál. Protéká městy Miněralnyje Vody, Zelenokumsk, Buďonnovsk a Něftěkumsk.

## Galerie

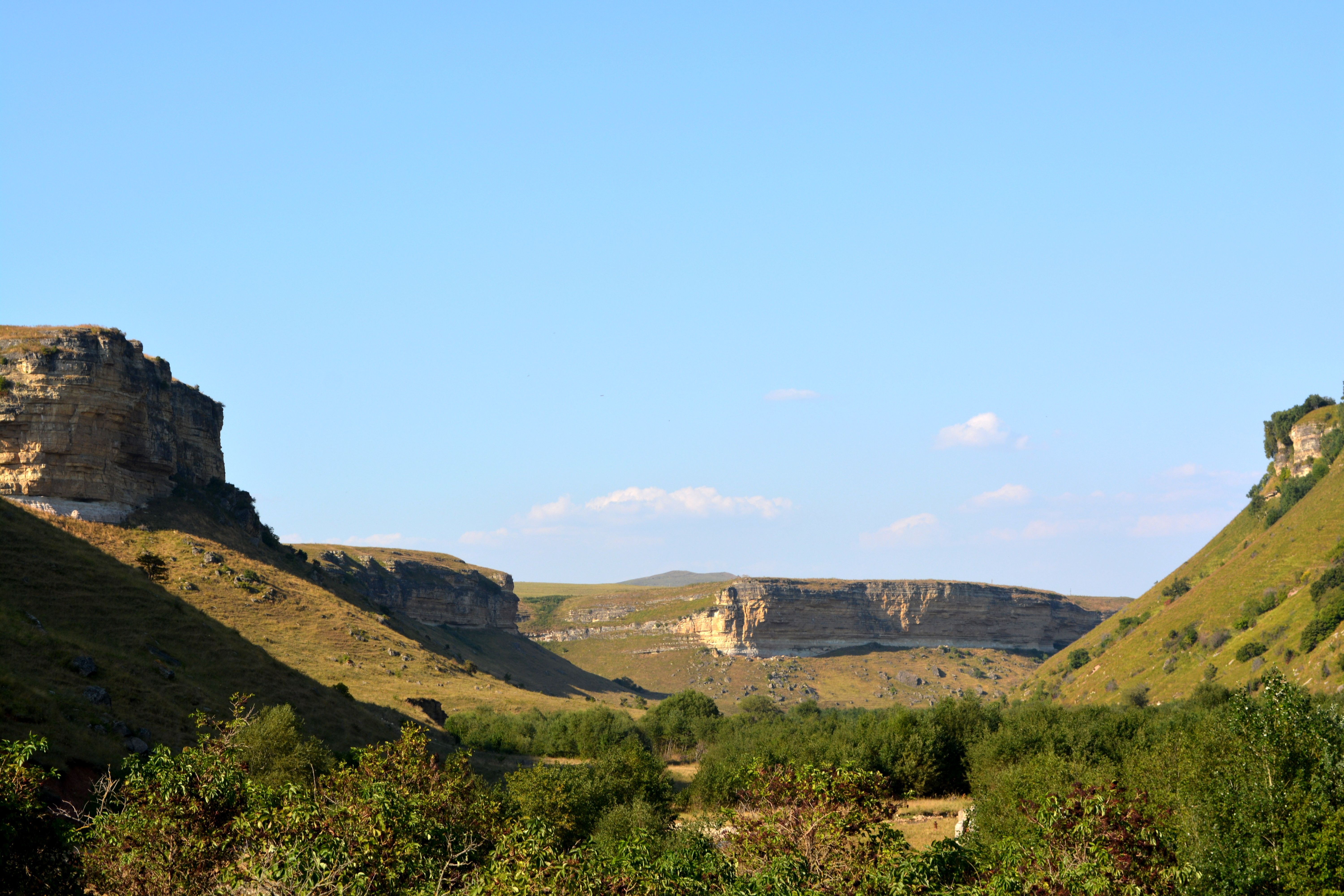
Údolí horního toku Kumy v Karačajsko-Čerkesku
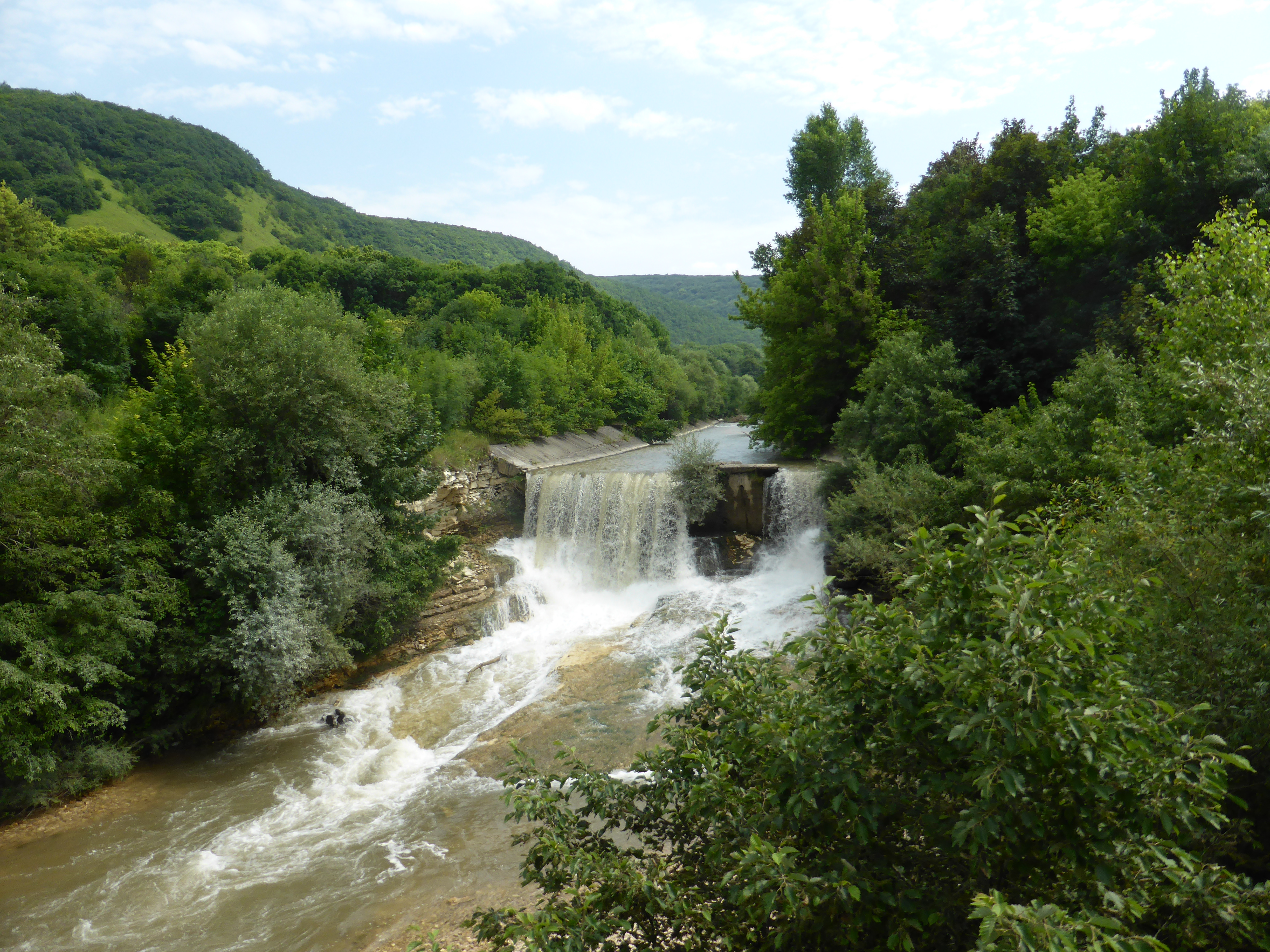
Vodopád na Kumě ve Stavropolském kraji